# Когнітивні функції мозку
Когнітивні функції мозку — це здатність розуміти, пізнавати, вивчати, усвідомлювати, сприймати і переробляти зовнішню інформацію. Це функція центральної нервової системи. Гнозис — сприйняття інформації та її обробка, мнестичні функції — це пам'ять, праксис і мовлення — це передача інформації. При зниженні зазначених мнестіко-інтелектуальних функцій (з урахуванням вихідного рівня) говорять про когнітивні порушення, когнітивний дефіцит.
Порушення когнітивних функцій є одним з найбільш частих неврологічних симптомів. Зниження концентрації уваги, погіршення пам'яті — найчастіші скарги пацієнтів у невролога. Когнітивні порушення зустрічаються у постінсультному періоді, при розсіяному склерозі, як наслідок хронічної цереброваскулярної недостатності та при інших захворюваннях. По вираженості когнітивні порушення поділяють на легкі, помірні й тяжкі.
Деменція — один з видів тяжких когнітивних порушень. Клінічна картина деменції складається з когнітивних, поведінкових, емоційних розладів і порушень у повсякденній діяльності. Для дослідження когнітивних функцій використовують клінічні методи (збір скарг, анамнезу хворого) і нейропсихологічні тести. Вибір терапевтичної тактики залежить від причини і вираженості когнітивних порушень. Поліетіологічність біологічної природи когнітивних розладів обмежує можливості їх фармакотерапії, тому для таких пацієнтів, в основному, проводяться програми поведінкової, психологічної, корекційно-педагогічної реабілітації. Поряд з тим продовжується пошук адекватної фармакотерапії.